# Pontelandolfo
Pontelandolfo est une commune italienne de la province de Bénévent, dans la région Campanie.

## Histoire
Pontelandolfo vient du latin Pontis Landulphi, « Pont de Landolf », nom de plusieurs princes de Bénévent des IXe et XIe siècles.
Pontelandolfo est connu pour avoir été, le 14 août 1861, le théâtre d'un massacre perpétré par l'armée italienne, en représailles à l'assassinat d'un officier, de 40 soldats et de quatre policiers commis par quelque deux cents brigands dirigés par Cosimo Giordano. Par vengeance, un bataillon de 500 bersaglieri commandé par le colonel Pier Eleonoro Negri, massacra plus de 400 habitants non armés et détruisit le village par le feu ; de nombreuses femmes furent violées avant d'être assassinées. Aucune donnée officielle ne fut fournie sur le nombre total de victimes de la répression, qui s'abattit également sur les localités voisines de Casalduni et Campolattaro.

## Administration
| Période                                  | Période | Identité     | Étiquette | Qualité |
| ---------------------------------------- | ------- | ------------ | --------- | ------- |
|                                          |         | Cosimo Testa |           |         |
| Les données manquantes sont à compléter. |         |              |           |         |

### Communes limitrophes
Campolattaro, Casalduni, Cerreto Sannita, Fragneto Monforte, Morcone, San Lupo